# دونالد ترامپ جونیور
دونالد ترامپ جونیور (انگلیسی: Donald Trump Jr.؛ زادهٔ ۳۱ دسامبر ۱۹۷۷) کارآفرین و بازرگان اهل ایالات متحده آمریکا است.
او فرزند ارشد دونالد ترامپ و ایوانا ترامپ همسر نخست دونالد ترامپ، است. وی در حال حاضر به همراه خواهر خود ایوانکا ترامپ و اریک ترامپ در سازمان ترامپ مسئولیت اجرایی دارد. در سال ۲۰۰۵ با ونسا هیدن ازدواج کرده است و حاصل این ازدواج پنج فرزند است.
از فیلم‌ها یا برنامه‌های تلویزیونی که وی در آن نقش داشته است می‌توان به کارآموز، کارآموز ابرستاره اشاره کرد.